# Jagdschloss Walkenried
Das Jagdschloss Walkenried (früher Jagdschloß Wildenhof) ist ein im 18. Jahrhundert als fürstliches Jagdschloss erbautes Barockgebäude im Klosterort Walkenried am Südharz, im niedersächsischen Landkreis Göttingen. Von 1756 bis 1966 diente das Jagdschloss als Forstamt und seit 1976 ist das heute unter Denkmalschutz stehende Gebäude eine Hotel-Pension.

## Geographische Lage
Das Jagdschloss liegt im Bezirk des Klosters Walkenried am südlichen Ortsrand, neben der ehemaligen Klosterdomäne und dem Herrenhaus Walkenried.
Am Grundstück vorbei führt die Kreisstraße K 424 / L 603 von Walkenried zum Wiedigshof an der Landesgrenze zu Thüringen (K 15 im Landkreis Nordhausen).

## Baubeschreibung
Das Schloss in Walkenried ist eines der wenigen Jagdhäuser des Architekten Hermann Korb die heute noch erhalten sind. Der recht schmucklose Bau hat einen quadratischen Grundriss und ein Pyramidendach mit Zwerchhaus an drei Seiten sowie zwei Dachgauben auf allen vier Seiten.
Die nördliche, südliche und westliche Seite des Gebäudes weisen vier Fenster auf und die Ostseite verfügt über fünf Fensterachsen. Die westliche Seite wird durch den Risalit des Treppenhauses dominiert.
Ungewöhnlich für Korb ist die Gestaltung der Fassade. Beim Jagdschloss Walkenried hat der Architekt auf die für ihn charakteristischen Pilaster verzichtet.
Eine Besonderheit des Gebäudes findet sich an der südlichen Eingangsseite unterhalb des Gesims, welche darauf zurückzuführen ist, dass beim Bau Reste der ansässigen Kirchenruine verwendet wurden. Unter dem Gesims ist die Inschrift „WA-GALLIABBIS“ zu finden, die auf dem Kopf steht, allerdings bislang nicht gedeutet werden konnte.
Vor dem Bau zieht sich die Klostermauer entlang und umrahmt eine zwei Hektar große Parkanlage. Die festen Mauern, welche den Park des Schlosses im Süden und Westen umfassen, stammen noch aus der Zeit, als sich vor dem Schlossbau das klösterliche Gestüt Wildenhof dort befand.
Nur die zweiflügelige, elektrische Toranlage an der Schloßstraße stammt aus dem 20. Jahrhundert.

## Geschichte

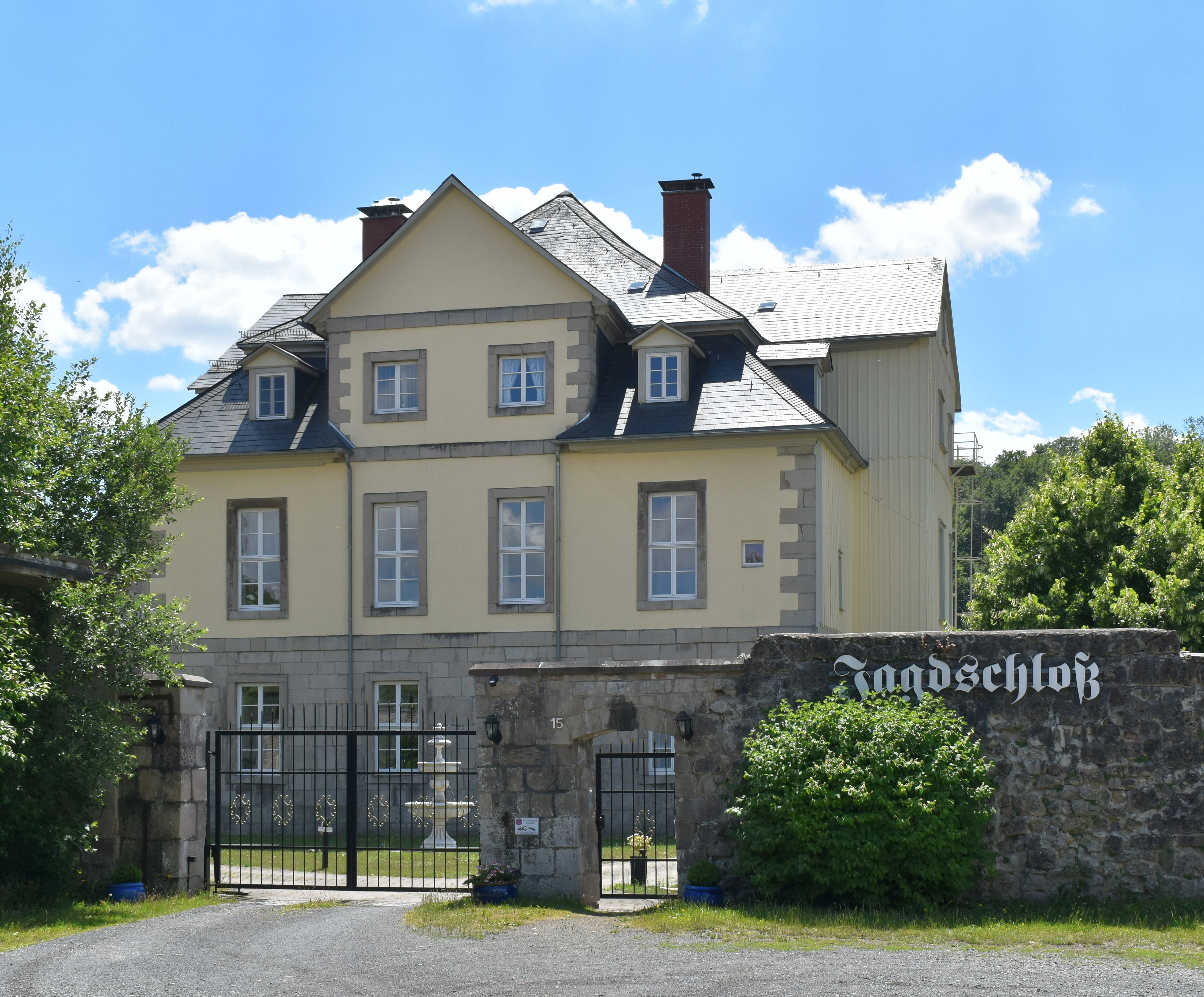
Jagdschloss Walkenried (Eingangstor an der Schloßstraße 15)

Im Jahr 1720 begab sich Hermann Korb nach Walkenried, in die im Fürstentum Braunschweig-Wolfenbüttel gelegene Gemeinde am Südharz. Es galt, eine alte Abtei zu begutachten, die abgerissen werden sollte. Zudem sollten insgesamt 220 Stangen und Balken besorgt werden, die zum Rüsten für den Bau eines geplanten Jagdschlosses in Walkenried benötigt wurden. Korb vermutete, dass eine Pfahlgründung für den Bau des Jagdschlosses notwendig würde.
Allerdings irrte hier der erfahrene Architekt, da er sich offenbar den Baugrund nur unzureichend angesehen hatte und allein aus seiner Erfahrung schloss. Doch der Boden beim sogenannten Wildenhof, dem ausgewählte Bauplatz außerhalb der Mauer des örtlichen Klosters, war bei Weitem nicht so sumpfig wie an den Orten, an denen Korb zuvor tätig war.
Einige Schwierigkeiten führten dazu, dass der Baubeginn sich verzögerte und erst im März 1725 stattfand. Es wurde ein Kalkofen benötigt, um den Bitterkalk für den Rohbau selbst brennen zu können. Auch der Bau gestaltete sich schwierig, denn es wurden einige Balken entdeckt, die durch die Schornsteine führten. Aufgrund der daraus resultierenden Brandgefahr musste dies dringend geändert werden.
Nach zwei Jahren fanden die Arbeiten am Rohbau ein Ende, der Innenausbau begann, der von dem Braunschweiger Baumeister Ernst Binteweis ausgeführt wurde, und bis 1730 dauerte.
Noch drei Jahre nach dem Baubeginn – die Gerüste verrotteten langsam aber sicher – fehlte der Außenputz der Obergeschosse, ganz zu schweigen von den Putzarbeiten im Inneren des Schlosses und dem Gipsanstrich unter dem Dach, der noch 1729 fehlte. Im selben Jahr wurden noch einige Änderungen vorgenommen. So wurden im Erdgeschoss nun Steinplatten gewünscht, neue Öfen sollten installiert werden, die Türen zu den Erkerzimmern des Dachgeschosses vergrößert und die Kamine geändert. Ein Teil der Schwierigkeiten war auch auf den Architekten Korb zurückzuführen, dessen Planung offenbar unvollständig war. So zeichnete der Baumeister Ernst Binteweis 1728 einen neuen Riss für die Treppe, damit die Tischler auch wussten, wie sie ihre Arbeit zu verrichten hatten. Von 1729 bis 1730 dauerte schließlich der Bau der aufwendigen Holztäfelung des Obergeschosses und der Diele, die 300 Reichstaler gekostet hat und die bis heute erhalten werden konnte.

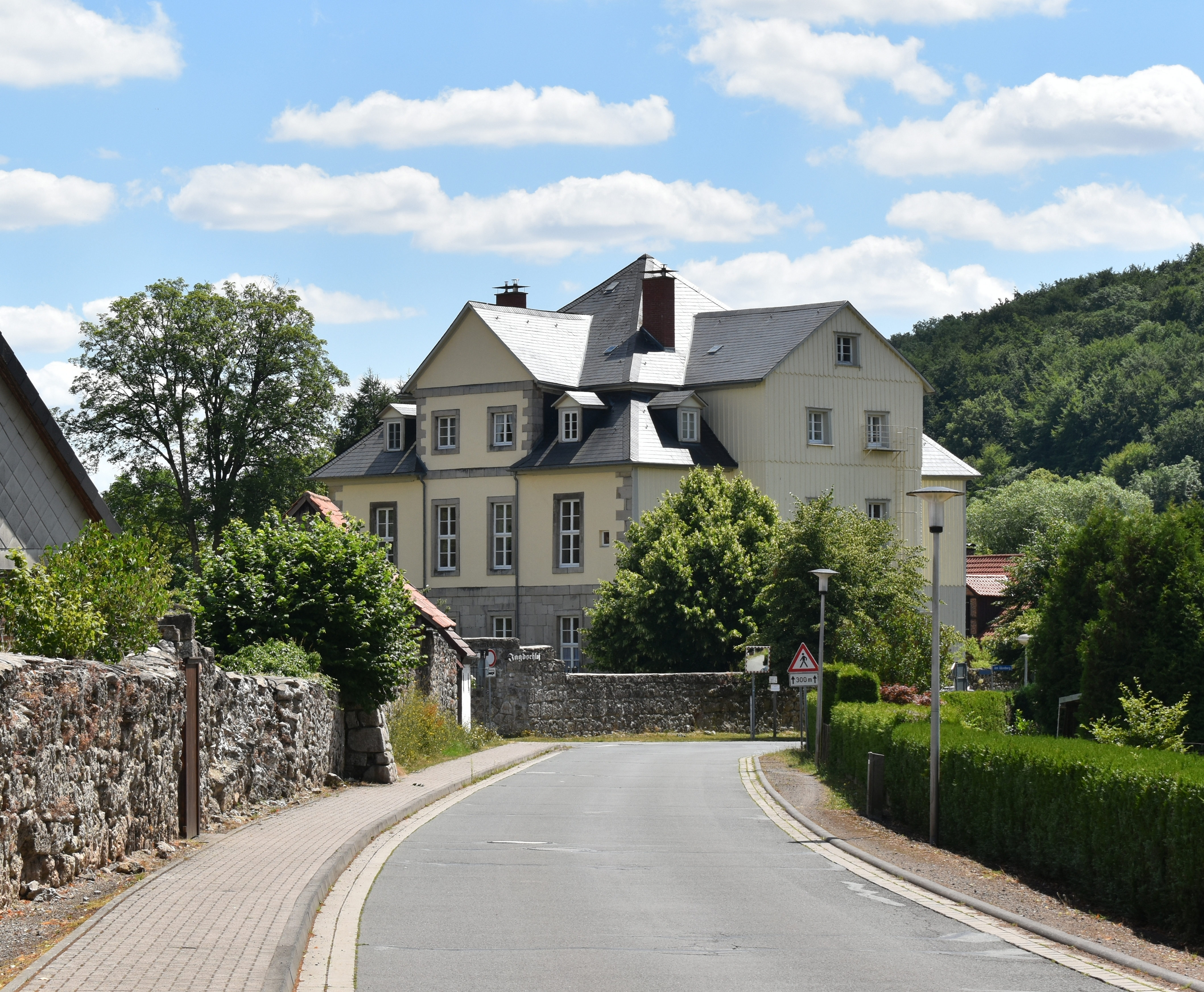
Die Schloßstraße im Klosterbezirk Walkenried

Die Schwierigkeiten beim Bau hatten Konsequenzen. Bereits 1732 wurden die ersten Baumängel festgestellt. Das Fräulein von Münchhausen, das auf der Wetterseite Quartier bezogen hatte, beschwerte sich über eindringende Feuchtigkeit, die Baumeister Zwibbe stoppte, indem er nachträglich die fehlenden Wasserschläge an der Fassade anbrachte. Vier Jahre später wurde entdeckt, dass beim Wandputz Gips verwendet wurde, der nicht treibfrei war, was bedeutete, dass er sich aufblähte und schlussendlich abfiel.
Nachdem alle Baumängel behoben werden konnten, wurde das Gebäude von Fräulein Agnese Margaretha von Münchhausen bewohnt, 1736 und 1737 erschien es als fürstliches Haus. Bis Ende der 1730er Jahre war es ein beliebtes Reiseziel der wolfenbüttelschen Herrschaft. 1750 wurde vermutlich die Küche, die nicht für ihren ursprünglichen Zweck genutzt wurde, als Wohnung für den Gärtner zweckentfremdet. Nach dem Tod des Fräuleins im Jahre 1756 wurde das Gebäude von einem Oberforstbediensteten bezogen und galt bis 1966 ohne Unterbrechung als Sitz der Forstbehörde.
Lange hatte der ansässige Adel kein Interesse am Schloss in Walkenried. Erst Herzog Karl II., der nach einem Aufstand im Jahr 1830 aus Braunschweig flüchten musste, wählte Schloss Walkenried für seine Regierungshandlungen aus. Dieser Plan wurde allerdings schon bald durch das Militär vereitelt. Zu Beginn des 20. Jahrhunderts beherbergte das Schloss für einige Zeit auch ein kleines Mädchenpensionat, es wird vermutet, dass dies der Nebenerwerb eines Forstmeisters war. 1976 schließlich ging das Jagdschloss Walkenried in den Besitz der Familie Rose über, welche es in eine Hotel-Pension umwandelte und aufwendig sanierte.
Ende 2020 ging das Schloss in den Besitz der Unternehmerfamilie Joachim Hug über.
2021 wurde eine Kaffeerösterei, eine Vinothek und im historischen Jagdsaal eine Bibliothek  eingerichtet.

## Trivia

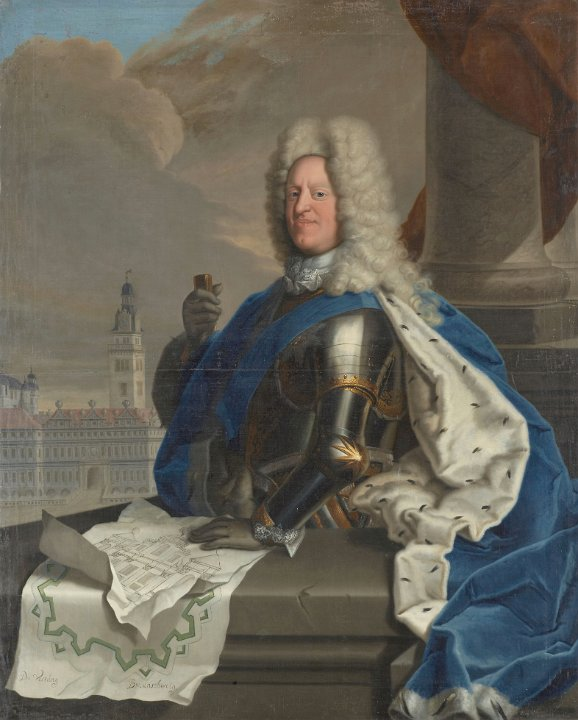
Herzog August von Braunschweig-Wolfenbüttel

Laut dem Besitzer Joachim Hug sollen im Jagdschloss Walkenried zwei Geister leben. Zum einen ist es der Erbauer des Jagdschlosses Herzog August von Braunschweig-Wolfenbüttel der kurz nach der Fertigstellung des Schlosses auf mysteriöse Art und Weise verstorben ist.
Am 23. September 1978 um Mitternacht soll Berichten zufolge eine weiße Gestalt vom Atrium zum Dachboden geschwebt sein, mit den Worten „Die Uhr, wo ist die Uhr“. Dieser Geist habe eine Ähnlichkeit mit Agnese Margaretha von Münchhausen gehabt, die von 1730 bis 1756 hier im Schloss wohnte. Margaretha war eine unverheiratete Tochter von Heinrich Burchard von Münchhausen, ehemals braunschweigisch-lüneburgischer Drost des Stiftes Walkenried.
Andere Gäste erzählen ebenfalls von unerklärbaren Erscheinungen und Geräuschen wie rasselnde Ketten. So sei es schon vorgekommen, dass ein seltsames helles Heulen oder hohes Wispern zur Geisterstunde von unterschiedlichen Personen wahrgenommen wurden. Auch von nächtlichen Schmettern eines Jagdhorns, was in früheren Zeiten die Jagd einleitete, sei bereits die Rede gewesen. Es existiert aber gar kein Jagdhorn mehr im Schloss.
Man sagt, dass bei Umbauarbeiten im Schlossgewölbe mysteriöse Spuren im Staub gefunden wurden, welche auf einen unterirdischen Geheimgang zum Kloster hindeuten könnten, doch dieser wurde trotz aller Bemühungen bis heute nicht gefunden. Alte und verstaubte Gegenstände, die nichts und niemandem zuzuordnen sind, wurden gefunden, sind jedoch auf seltsame Weise verschwunden. Welche das waren, bleibt ein Geheimnis.